# Conjonctive

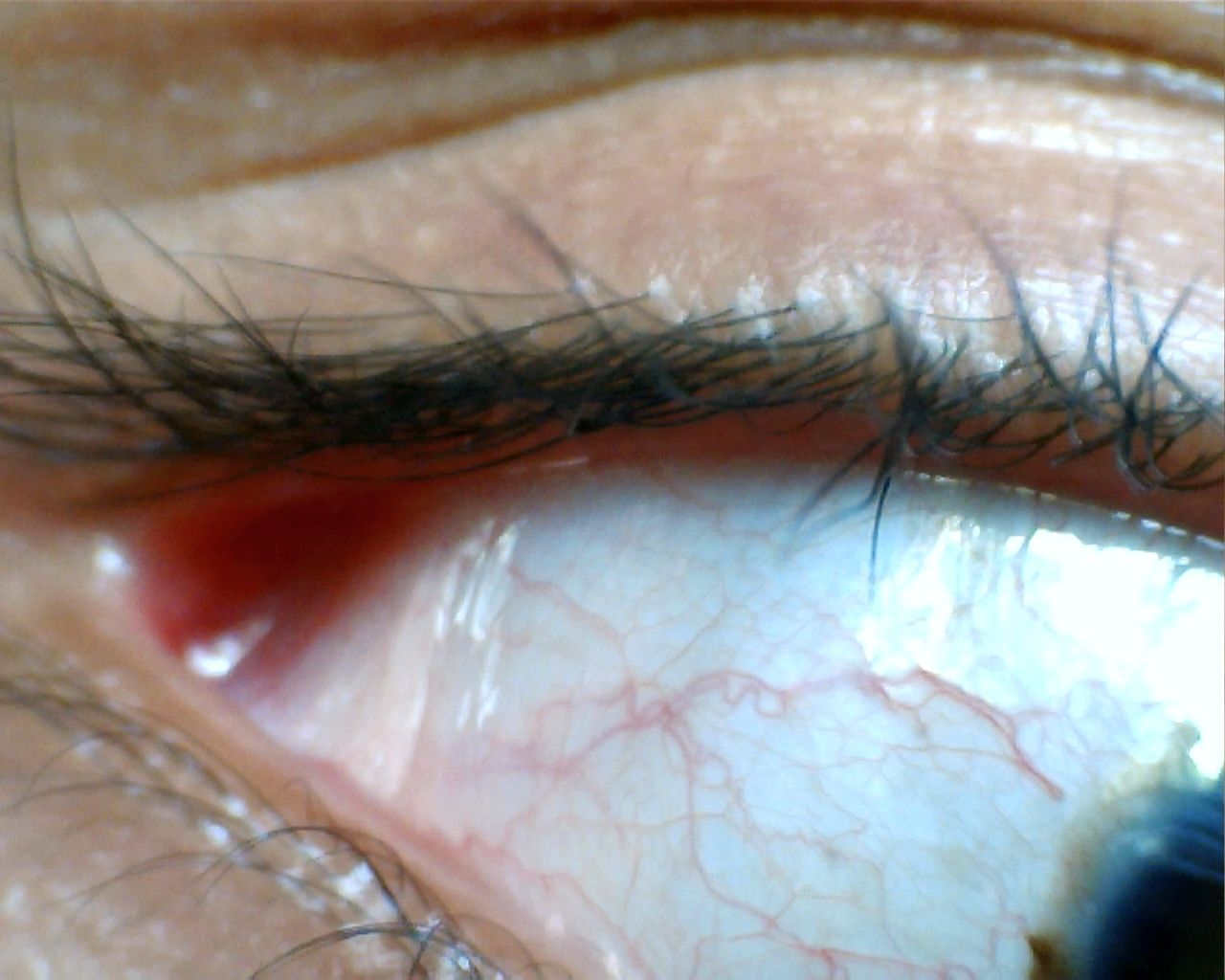
Réseau capillaire.

La conjonctive est une membrane muqueuse transparente. Elle tapisse l'intérieur des paupières dans sa partie tarsale, ainsi que la sclère (le blanc de l'œil) dans sa partie bulbaire. Elle ne recouvre pas la partie antérieure (le devant) du globe oculaire et donc ne recouvre pas la cornée. 
Cette membrane est constituée d'une couche cellulaire épithéliale composée en partie par des cellules caliciformes. Ces cellules produisent du mucus qui entre dans la composition du liquide lacrymal nécessaire à la lubrification de la surface de l'œil.
Une conjonctivite est une inflammation de la conjonctive.